# ダンケルク売却
ダンケルク売却（ダンケルクばいきゃく、英語: Sale of Dunkirk, フランス語: Rachat de Dunkerque）は、1662年、イングランド王チャールズ2世がダンケルクをフランス王ルイ14世に売却した出来事を指す。

## 歴史
ダンケルクは1658年の砂丘の戦いとダンケルク包囲戦で英仏連合軍に占領されて以来、イングランド共和国が支配していた。当時、実質的にフランスを統治していたジュール・マザラン枢機卿はパリ条約でスペイン領ネーデルラントのダンケルクとマルディクをイングランドに割譲することを承諾しており、彼は条約を履行した。フランス王ルイ14世は1658年6月24日頃に自らダンケルクをイングランド護国卿オリバー・クロムウェルの駐仏大使ウィリアム・ロックハートに引き渡した。クロムウェルはロックハートをダンケルク総督に任命した。
戦闘で消耗していたロックハートの連隊とロジャー・アルソップ（Roger Alsop）の連隊がそのままダンケルクとマルディクの駐留軍となり、後にサルモン（Salmon）とギボン（Gibbon）の連隊が増援としてイングランドから派遣されてきた。イングランド王党派の軍勢も敗北により消耗していたが、引き続きスペイン軍とともに戦った。1659年のはじめにはサルモンの連隊とギボンの連隊のほとんどが帰国した。
1659年11月のピレネー条約はイングランドのダンケルク領有を確認、翌年にイングランド王政復古が起こるとダンケルクはチャールズ2世の所領になった。商人のエドワード・ブラックウェルは共和国時代でも王政復古の後でもダンケルクの財務長官を務めたが、彼はダンケルクの売却において重要な役割を果たした。
1662年、チャールズ2世はダンケルクが外交に悪影響を与える可能性を考え、また自身の資金不足もあってダンケルクをフランスに売却した。その対価は5百万リーブルだったが、多くのイングランド人は売却に反対した。
1660年以降、ダンケルクの駐留軍は共和国支持のニューモデル軍と王党派の騎士党連隊の混成軍であった。ダンケルク売却以降、その多くが直近の婚姻条約でポルトガル王国から獲得したイングランド領タンジールに移り、タンジール駐留軍の一部となった。